# Saritschtschja (Kamjanske)
Saritschtschja (ukrainisch Заріччя; russisch Заречье Saretschje) ist ein Dorf in der ukrainischen Oblast Dnipropetrowsk und das Zentrum der gleichnamigen Landratsgemeinde mit etwa 400 Einwohnern.
Bis 1959 hieß das Dorf Fedoro-Annowka (Федоро-Анновка).

## Geographie
Saritschtschja liegt am Ufer des kleinen Flusses Domotkan (ukrainisch Домоткань), 1,5 Kilometer vor dessen Mündung in den zum Kamjansker Stausee angestauten Dnepr. Durch das Dorf verläuft die nationale Fernstraße N 08 sowie die Territorialstraße T–04–46. Das ehemalige Rajonzentrum Werchnjodniprowsk liegt 11 km südöstlich der Ortschaft.
Am 12. Juni 2020 wurde das Dorf ein Teil der Stadtgemeinde Werchnjodniprowsk, bis dahin bildete es zusammen mit den Dörfern Borodajiwski Chutory (Бородаївські Хутори), Domotkan (Домоткань), Jakymiwka (Якимівка), Kornylo-Nataliwka   (Корнило-Наталівка) und Wassyliwka (Василівка) die gleichnamige Landgemeinde Saritschtschja (Зарічанська сільська рада/Saritschanska silska rada) im Norden des Rajons Werchnjodniprowsk.
Am 17. Juli 2020 kam es im Zuge einer großen Rajonsreform zum Anschluss des Rajonsgebietes an den Rajon Kamjanske.